# Disputation
Die Disputation ist ein wissenschaftliches Streitgespräch, das als Verteidigung eine der Prüfungsformen zur Erlangung von akademischen Graden darstellt. In Österreich nennt man die Form Defensio. Solche Diskussionen beginnen mit einer Aussage oder These, die bezweifelt wird oder zu der eine Gegenthese aufgestellt wird. Das wird dann solange besprochen, bis eine gemeinsame Erkenntnis oder Lösung gefunden wird.

## Geschichte

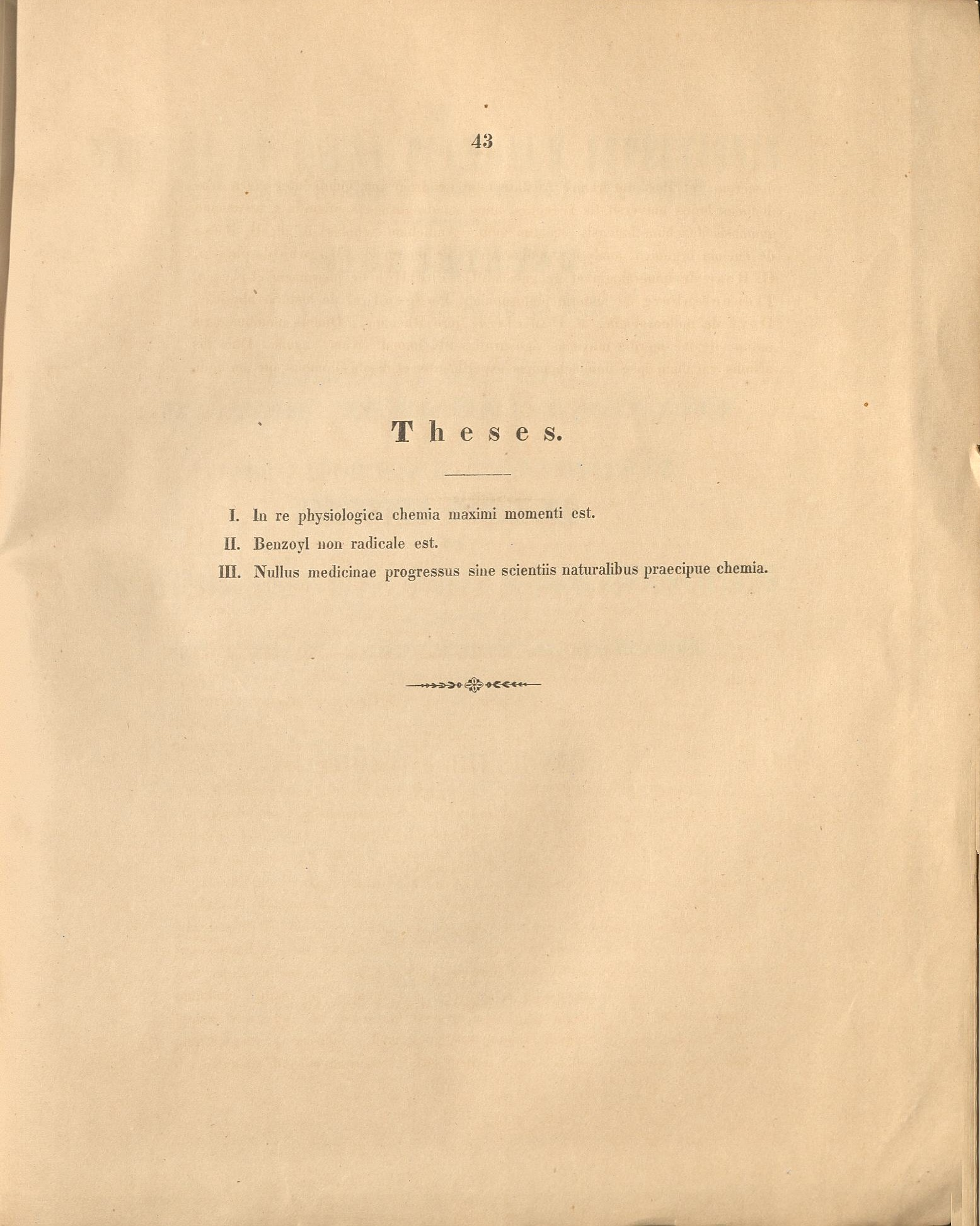
In der Promotionsschrift des Chemikers Franz Leopold Sonnenschein wurden, wie 1851 an der Berliner Universität üblich, auch die Thesen der mündlichen Prüfung (Verteidigung) dokumentiert.

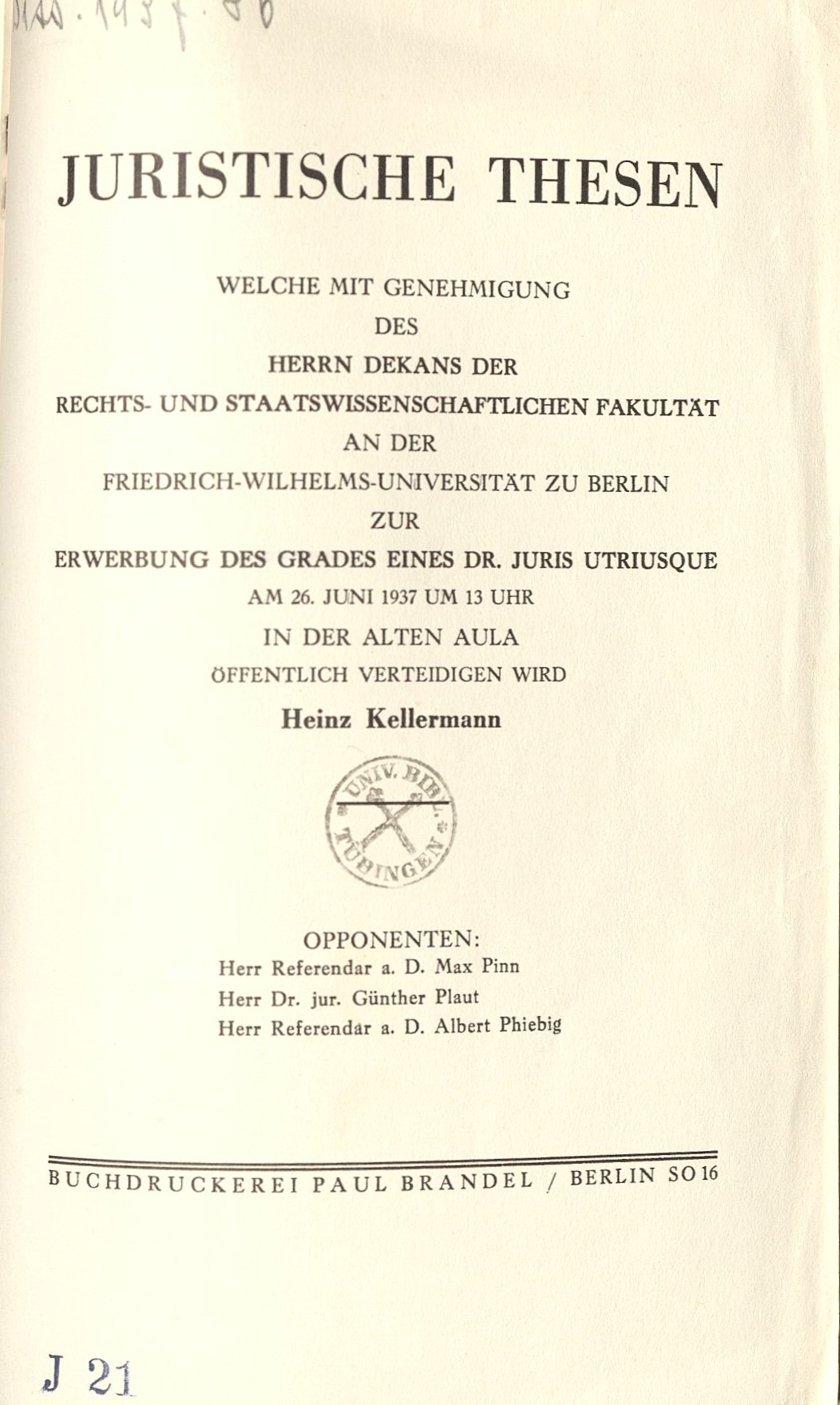
Heinz Kellermann: Bekanntgabe der Opponenten und, auf der nächsten Seite, der Thesen. Berlin, 1937

Die Bezeichnung Disputation kann aus dem lateinisch disputatio und quaestio disputata (Quaestio) und dem mittelhochdeutschen disputazie abgeleitet werden. Es war damit im akademischen Zusammenhang ein öffentlicher Wortkampf der Gelehrten über ein feststehendes Thema gemeint – also eine Art „Podiumsdiskussion“.
In der Zeit Luthers beispielsweise, als die Theologie noch die bestimmende Disziplin an den Universitäten war, verteidigte man seine Doktorthesen mit einer Disputation. Die Thesen hängte man in den „benachbarten“ Universitätsstädten öffentlich aus, wie etwa an die Tür der Wittenberger Schlosskirche. Dieser Aushang am „Schwarzen Brett“ war die Einladung zu den Disputationen, die zunächst als Einblattholzschnitt und im 17. Jahrhundert auch als Thesenblatt im großformatigen Kupferstich gedruckt wurde. Wer kommen wollte, kam hinzu, wobei immer ein Gelehrter besonders geladen war, um mit dem Kandidaten zu disputieren. Die Protokolle dieser Disputationen wurden auch meistens veröffentlicht, meist nicht vom Kandidaten, sondern vom Prüfer. Jeder Gelehrte musste also mindestens einmal in seiner Laufbahn eine Disputation bestehen; man lud aber auch selbst zu weiteren öffentlichen Disputationen ein, wenn man bereits Doktor war: In der frühen Neuzeit war dies der übliche Weg des wissenschaftlichen Austausches.
Bei der disputatio stellte der Proponent, auch Respondent oder Defendant eine Behauptung auf bzw. vertrat eine These, die der Opponent durch eine Gegenthese oder Antithese zu widerlegen suchte. Die Zuhörer (corona) standen hinter den Schranken (carceres). Das Verfahren einer Disputation baute auf der Lehrmethode der Scholastik auf:
- Zweifel
- Untersuchung
- Erkenntnis
- Einwand
- Lösung

Die Disputation war vom Mittelalter bis in die Neuzeit die übliche Methode zur Klärung wissenschaftlicher Streitfragen. Berühmt ist die Leipziger Disputation zwischen Luther und Eck im Jahre 1519 auf der Leipziger Pleißenburg.
Gleichzeitig war die Disputation aber auch eine Art Prüfung bei der Erlangung wissenschaftlicher Grade. Es gab eine
- Inaugural-Disputation
- Habilitations-Disputation
- Promotions-Disputation

vor der versammelten Fakultät.
Im Spätmittelalter wurde die Disputation auch zur Verbesserung der Redegewandtheit der Schüler und Studenten gepflegt. Christian Wilhelm Kindleben sprach aber schon 1781 davon, dass die Disputationes seltener würden. In Deutschland war die Disputation vor dem Zweiten Weltkrieg nur noch an den theologischen, philosophischen und juristischen Fakultäten üblich und wurde ansonsten zumeist durch das Kolloquium oder Rigorosum ersetzt.

## Gegenwart
Im Unterschied zum Rigorosum bezieht sich die heutige Disputation als mündliche Doktorprüfung an vielen – aber nicht allen – Universitäten auf das Thema der Dissertation oder Habilitation. Sie dient der wissenschaftlichen Auseinandersetzung sowie der Abwägung der Argumente (pro und contra) und ist nicht personenbezogen. Die Disputation als Form der mündlichen Doktorprüfung ist (anders als das Rigorosum) grundsätzlich öffentlich; Details unterscheiden sich aber auch in diesem Punkt von Fall zu Fall. Auch zur Erlangung des akademischen Grades als Bachelor oder Master wird heute in einigen Studiengängen eine Disputation verlangt.
Die Disputation wird heutzutage an vielen Universitäten wieder eingeführt, nicht zuletzt wegen ihrer traditionellen Verwendung an den Universitäten und Hochschulen in den mittelosteuropäischen Staaten. So findet die Verteidigung der Doktorarbeit an tschechischen und polnischen Universitäten ausschließlich in Form einer öffentlichen Disputation statt.